# Кэри, Джейд
Джейд Эштин Кэ́ри (англ. Jade Ashtyn Carey, род. 27 мая 2000, Финикс) — американская гимнастка, двукратная олимпийская чемпионка, чемпионка мира в опорном прыжке (2022), двукратная чемпионка мира в командном первенстве (2019, 2022), серебряный призёр того же чемпионата в опорном прыжке, двукратный серебряный призер Чемпионата мира 2017 года — в опорном прыжке и в вольных упражнениях. Неоднократная призёрка чемпионата США. Победительница и призёрка нескольких этапов Кубка мира.  

## Карьера

### 2017
В начале 2017 года Кэри была приглашена Валерием Люкиным в сборную и получила статус элитной гимнастки.
Дебютным соревнованием для Кэри стал American Classic 7 июля. Она выступала в опорном прыжке, на вольных упражнениях и на бревне, победив на всех снарядах. Через месяц она выступила на U.S. Classic. Джейд Кэри стала первой в опорном прыжке и в вольных упражнениях, а также четвёртой на бревне. В августе Кэри приняла участие на чемпионате США, где завоевала золото и серебро в опорном прыжке и на вольных упражнениях вслед за Реган Смит, соответственно. Она впервые в карьере вошла в сборную США.
В сентябре Кэри окончательно получила право участвовать на чемпионате мира в Монреале. Также в сборную вошли Реган Смит, Морган Хёрд и Эштон Луклир. В первый день соревнований, Кэри выступила на вольных упражнениях и в опорном прыжке, пройдя квалификацию на третьем (14.100) и втором местах, соответственно.
В финалах на отдельных видах Кэри выиграла две серебряные медали. В опорном прыжке она уступили Марии Пасеке, в вольных японке Мураками.

### 2018
Джейд Кэри выступила на American Classic в начале июля в Солт-Лейк-Сити. Впервые в карьере она выступила на элитном уровне на брусьях. И на этом снаряде, и на бревне она заняла десятое место. 28 июля Кэри впервые выступила в абсолютном первенстве на U.S. Classic. Она стала первой в опорном прыжке, второй на вольных, но из-за падения на брусьях стала лишь десятой в многоборье.
В августе на чемпионате США она стала шестой в абсолютном первенстве, завоевав место в сборной. Она также стала третьей в опорном прыжке вслед за Симоной Байлз и Джордан Чайлз, а также второй на вольных вслед за Байлз. На брусьях Кэри заняла 15-е место, на бревне — девятое. 20 августа она вошла в состав сборной на Панамериканский чемпионат. Помимо Кэри в сборную США вошли Грэйс Маккалум, Тринити Томас, Кара Икер и Шилис Джонс. Кэри выиграла золотую медаль в команде, а также на вольных упражнениях и в опорном прыжке.
В октябре стало известно, что Кэри не вошла в состав сборной на чемпионат мира в Дохе Федерация гимнастики США позднее сообщила, что отклонила её кандидатуру из-за неучастия в тренировочном лагере, а отбор на Олимпиаду она пройдёт уже через Кубок мира
В ноябре стало известно, что Кэри примет участие на Кубке мира в Котбусе. Она квалифицировалась второй в опорном прыжке вслед за бразильянкой Ребекой Андраде и первой в вольных. В финале она выиграла серебро на опорном прыжке, а на вольных допустила три ошибки с выходом за ковёр и стала лишь пятой.

### 2019
В феврале Кэри вошла в состав сборной на Кубок мира в Баку. С первого места она прошла в финал в опорном прыжке с прыжками сложности 5,2 и 6,0 и со второго места на вольных. В квалификации она получила максимальную суммарную оценку за исполнение. В финале выиграла золото на опорном прыжке, а на следующий день победила на вольных упражнениях, опередив обыгравшую её в квалификации итальянку Мори, а также другую итальянку Ванессу Феррари. В Дохе Кэри квалифицировалась со второго места в опорном прыжке вслед за Марией Пасекой и с первого места на вольных упражнениях. В опорном прыжке Кэри выиграла золотую медаль, опередив Пасеку на 0,117 балла. В финале вольных упражнений вновь стала чемпионкой, опередив и Мори, и Феррари более чем на балл.
На чемпионате США 2019 года Кэри выступала во всех четырёх видах и завершила первый соревновательный день на третьем месте в многоборье вслед за Байдз и Сунисой Ли. На следующий день она упала на брусьях и финишировала седьмой в многоборье, но сумела выиграла серебро в отдельных видах на опорном прыжке и в вольных, в обоих соревнованиях уступил Байлз. Вошла в состав сборной по итогам чемпионата.
В сентябре Кэри участвовала на тренировочных сборах и стала в многоборье пятой вслед за Байлз, Ли, Карой Икер и Майкайлой Скиннер. Вместе с Байлз, Ли, Икер, Скиннер и Грейс Маккаллум она вошла в состав сборной на чемпионат мира в Штутгарте.
В квалификации на чемпионате мира Кэри помогла занять сборной первое место. В личном турнире она также прошла квалификацию с первого места в опорном прыжке, опередив Байлз, и получив вторую оценку на вольных. Тем не менее, у неё и Сунисы Ли оказались одинаковые баллы и соотечественница прошла в финал вместо Кэри по правилу двух участников от страны. В финале командного турнира Кэри участвовала на вольных упражнениях и в опорном прыжке. Она заняла вторые места вслед за Байлз и вместе со сборной стала чемпионкой мира. Американки опередили Россию и Италию. В финале в опорном прыжке Кэри заняла второе место с результатом 14,883. Она уступила Байлз и опередила британку Элли Дауни.
В ноябре Кэри участвовала на турнире в Цюрихе, где выступает по одному мужчине и женщине от страны. Партнёром Кэри был Аллан Бауэр. Пара заняла первое место, опередив украинцев Диану Варинскую и Олега Верняева.

### 2020
В конце января Кэри вошла в первоначальный состав на Кубок мира в Мельбурне. Она прошла в финал и в опорном прыжке, и в вольных. На опорном прыжке она завоевала золото, опередив француженку Колин Девийяр. На следующий день она выиграла золото на вольных упражнениях, опередив Ванессу Феррари.

### 2021
В феврале Кэри участвовала на Зимнем кубке, где выступила на опорном прыжке, брусьях и бревне. Она стала второй, уступив Джоржан Чайлз, на опорном прыжке, шестой на брусьях и девятой на бревне. В следующем месяце на тренировочных сборах она вошла в состав сборной США. В мае выступпила на U.S. Classic только на бревне и брусьях, заняв 15-е и 5-е места, соответственно.
На тренировке перед чемпионатом США выполнила элемент, названный в честь Симоны Байлз (тройной винт — двойное сальто). На чемпионате США она стала шестой в многоборье, четвёртой на опорном прыжке, восьмой на брусьях и одиннадцатой на бревне. Она получила право участвовать в отборочном турнире на Олимпиаде, где выступила и получила право участвовать на Олимпиаде с учётом результатов Кубка мира.
2 августа 2021 года Джейд Кэри стала олимпийской чемпионкой в вольных упражнениях, опередив итальянку Ванессу Феррари, россиянку Ангелину Мельникову и японку Маи Мураками. Победной суммой для Кэри стала оценка 14,366.